# Joseph Ledwinka
Joseph Ledwinka (14 décembre 1870 - 26 novembre 1949) était un ingénieur automobile américain.
Ledwinka, un parent éloigné de Hans Ledwinka, naquit à Vienne et émigra aux États-Unis en 1896. Son premier emploi en tant que coupe-chariot à la Chicago Coach and Carriage Company lui permit de développer sa première conception brevetée: un véhicule électrique à quatre roues motrices avec des freins aux quatre roues, dont plusieurs ont été construits par Westinghouse. Il devint par la suite ingénieur en chef au Chattanooga Railroad of Tennessee, où il a conçu des disques spéciaux pour chariots électriques. À Philadelphie, il a commencé à travailler avec Edward Gowen Budd pour la Hale & Kilburn company où ils ont été les pionniers de la fabrication de pièces de carrosserie en acier embouti dès 1909. En 1912 ils établissent leur propre usine, la Edward G. Budd Manufacturing Company, par après Ambi Budd, à Philadelphie, où ils formèrent des panneaux pour l'automobile, par emboutissement et martelage de puissance, suivi plus tard par le dessin et l'étirement des panneaux. Ils ont fourni des pièces de carrosserie à Esquiver. En 1923, André Citroën a pris la licence Budd pour le modèle tout-acier B12. En 1929, Ledwinka conçut la voiture traction avant Ruxton. Dans les années 1930 Ledwinka est impliqué dans la conception de la carrosserie de la Chrysler Airflow et a travaillé avec Ferdinand Porsche sur les premiers prototypes VW. Ledwinka est l'auteur de plus de 300 brevets techniques, relatifs à la conception automobile.